# فاکوندو آرگوئلو (تنیس‌باز)
 فاکوندو آرگوئلو (انگلیسی: Facundo Argüello؛ زاده ۴ اوت ۱۹۹۲) یک تنیس‌باز اهل آرژانتین است.